# الیور هلدنز
الیور هلدنز (انگلیسی: Oliver Heldens؛ زادهٔ ۱ فوریهٔ ۱۹۹۵) تهیه‌کننده موسیقی، موسیقی‌دان اهل پادشاهی هلند است. وی از سال ۲۰۱۳ میلادی تاکنون مشغول فعالیت بوده‌است.